# Christer Romilson
Christer Harald Romilson, född 21 maj 1945 i Sankt Görans församling, Stockholm, var förbundsordförande i Lärarförbundet.

## Biografi
Christer Romilson föddes 1945 i Sankt Görans församling, Stockholm. Han var ordförande i Lärarförbundet och blev 2001 ordförande för Offentliganställdas förhandlingsråd.